# Boleophthalmus caeruleomaculatus
Boleophthalmus caeruleomaculatus là một loài cá trong họ Oxudercidae.